# Poecilosoma mapirense
Poecilosoma mapirense là một loài bướm đêm thuộc phân họ Arctiinae, họ Erebidae.